# Reševanje vojaka Ryana
Reševanje vojaka Ryana (izviren angleški naslov je Saving Private Ryan) je akcijska zgodovinska drama, ki se odvija med drugo svetovno vojno.

## Vsebina
Izkrcanje v Normandiji leta 1944. Po hudih bojih uspe zavezniška vojska zavzeti obalo in se pripraviti za nadaljevanje ofenzive. Ob preštevanju žrtev se izkaže, da sta v izkrcanju umrla dva brata Ryan, še en pa je padel na Novi Gvineji. Preživel je samo eden izmed njih, ki pa ga nikakor ne uspejo najti. Ob zavedanju, da bo mama dobila tri sožalna pisma, želi poveljniški štab obvarovati vsaj najmlajšega. Stotnik John Miller, ki mu je dodeljena naloga, da vojaka Ryana najde, zbere svojo enoto in z njimi krene na dolgo in nevarno pot iskanja. Čez nekaj časa pridejo v majhno mestece. Nemški ostrostrelec zadene Caparza. Medtem ko Jackson poišče in ustreli sovražnika, Caparzo umre. Kmalu po tistem najdejo vojaka Ryana, vendar se izkaže da ni pravi. Nato pridejo do tabora padalcev, ki so zgrešili cilj. Eden od ranjenih vojakov ve, kje je Ryan. Po hoji čez travnike zagledajo podrt oddajnik in se ga odločijo zavzeti. Med bojem pade zdravnik Irwin Wade. Nemškega ujetnika spustijo z zavezanimi očmi. Med potjo naprej jih zmoti nemški oklepnik. Nenadoma ga raznese in ko so pridejo okrog njegovih gorečih ostankov, zagledaljo tri ameriške vojake. Eden izmed njih je Ryan. Ko pridejo v bližnje mesto, kapetan Miller pove žalostno novico. Ryan hoče kljub temu ostati v mestu, kjer ima enota nalogo braniti most. Kmalu se približa večja skupina nemških vojakov in boj se začne. Tank ustreli v zvonik, kjer ubije Jacksona in Parkerja. Nemški ujetnik, ki so ga izpustili, ubije Mellisha in neznanega padalca. Poročnik Horvath razstreli tank, a je tudi on ustreljen in umre na mostu. Živi so samo še Upham, Miller, Ryan in Reiben. Nemci kljub izgubam močno pritiskajo na razredčeno obrambo in stotnik Miller, zmeden od eksplozije granate, gre na most s pištolo ter prične streljati proti drugemu tanku. Kmalu ga Nemci ustrelijo. Ob zadnjem strelu tank raznese, saj ga zadenejo letala Mustang, ki priletijo na čelu okrepitev, ki nazadnje premagajo nemške sile. Reiben pohiti do Millerja in kliče zdravnika, a mu Miller umre v naročju. Bitko tako preživijo samo Reiben, Ryan in Upham.

## Igralska zasedba
(igralec - vloga)
- Tom Hanks – Capt. John Miller
- Edward Burns – Pvt. Richard Reiben
- Tom Sizemore – Sgt. Michael Horvath
- Matt Damon – Pvt. James Ryan
- Jeremy Davies – Cpl. Timothy E. Upham
- Adam Goldberg – Pvt. Stanley Mellish
- Barry Pepper – Pvt. Daniel Jackson
- Giovanni Ribisi – Pvt. Irwin Wade
- Vin Diesel – Pvt. Adrian Caparzo
- Ted Danson – Capt. Fred Hamill
- Max Martini – Cpl. Fred Henderson
- Dylan Bruno – Pvt. Alan Toynbe
- Joerg Stadler – Steamboat Willie
- Paul Giamatti – SSgt. William Hill
- Dennis Farina – Lt. Col. Walter Anderson

## Nagrade in priznanja
Film je bil nominiran za 11 oskarjev in osvojil pet: za režijo, za fotografijo, za montažo, za zvok in za montažo zvočnih efektov (vse v letu 1998). Istega leta je film osvojil tudi zlati globus za najboljšo dramo in režijo.